# Борисяк Никифор Дмитрович

Могила Никифора Борисяка біля стін Свято-Преображенського собору Красногірського монастиря

Ники́фор Дми́трович Борисяк  (*15(27) березня 1817 — †31 березня 1882) — український геолог, географ, ґрунтознавець, гідролог, професор Харківського університету.

## Біографія
Народився у селі Риги Лохвицького повіту Полтавської губернії.
1838 — закінчив медичний факультет Харківського університету.
1839—1840 — вивчав геологічні дисципліни у Петербурзькому університеті.
1843 — призначений виконуючим обов'язки ад'юнкта по кафедрі мінералогії та завідувачем мінералогічним кабінетом у Харківському університеті.
1847 — отримав ступінь магістра.
1852 — затверджено виконуючим обов'язки екстраординарного професора, 1854 — отримав ступінь доктора природничих наук, 1857 — призначений ординарним професором кафедри мінералогії та геогнозії.
1882 — помер у м. Золотоноша Полтавської губернії (нині Черкаська область), де жив останні роки й похований біля стін Свято-Преображенського собору Красногірського монастиря.

## Наукова діяльність
Основні роботи Борисяка присвячені геологічній будові, корисним копалинам і ґрунтам України, зокрема Донбасу. В праці «Збірник матеріалів, що стосуються геології Південної Росії» (1867) Борисяк подав багато фактичних даних про літологію, стратиграфію і тектоніку України. В цій роботі та в попередніх (1857) Борисяк висунув і обґрунтував думку про поширення кам'яновугільних відкладів далі на захід, тобто вперше створив ідею Великого Донбасу. За вказівкою Борисяка 1860 року пробурили Перещепинську свердловину на ріці Оріль. Вчений працював також на Уралі, на території сучасної Ростовської області Російської Федерації та в інших місцях. Виступав за розвиток гірничої справи і розширення видобування корисних копалин, однак його пропозиції не знаходили належного здійснення.
Дав першу схему геологічної будови Харківського артезіанського басейну і обґрунтував можливість використання цих фонтануючих вод для водопостачання Харкова.
1851 року була опублікована праця Н. Д. Борисяка «Про чорнозем», де він вказував, що «чорноземи утворюються під трав'янистою рослинністю», подана класифікація чорноземів: «на суглинках, на глинах, на супісках, на елювії щільних карбонатних порід, солонцюваті, мочарні». Вже тоді звернув увагу на необхідність охорони чорноземів.
Відомий український ґрунтознавець Віктор Канівець писав (2006): «Біля витоків вчення про чорнозем, які передували В. В. Докучаєву і навіть Ф. Й. Рупрехту, стояли професори Харківського університету Н. Д. Борисяк та І. Ф. Леваковський».
Усього Борисяк опублікував близько 42 робіт, які є цінним вкладом у розвиток вітчизняної геології і ґрунтознавства. Засновник харківської школи геологів.
Згодом онук Олексій Олексійович Борисяк також став відомим науковцем-геологом.